# Jean Pictet

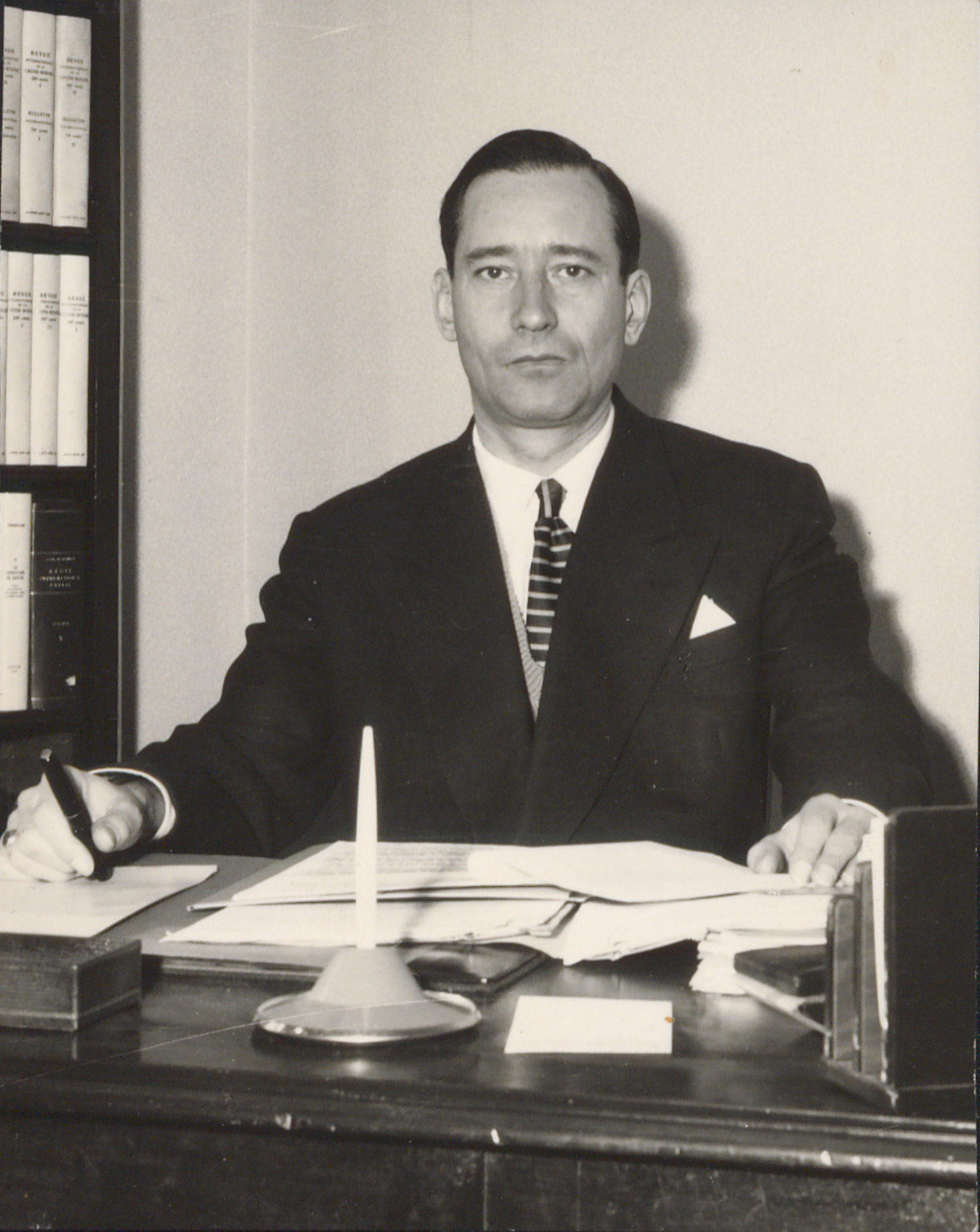
Jean Pictet im Jahr 1937

Jean Simon Pictet (* 2. September 1914 in Genf; † 30. März 2002 in Meyrin) war ein Schweizer Jurist, Experte für humanitäres Völkerrecht sowie ranghoher Mitarbeiter und später Mitglied und Vizepräsident des Internationalen Komitees vom Roten Kreuz (IKRK). Darüber hinaus wirkte er von 1975 bis 1979 als Professor an der Universität Genf und von 1975 bis 1981 als Direktor beziehungsweise Präsident des Henry-Dunant-Instituts. Er gilt als geistiger Vater der Genfer Konventionen von 1949.

## Leben

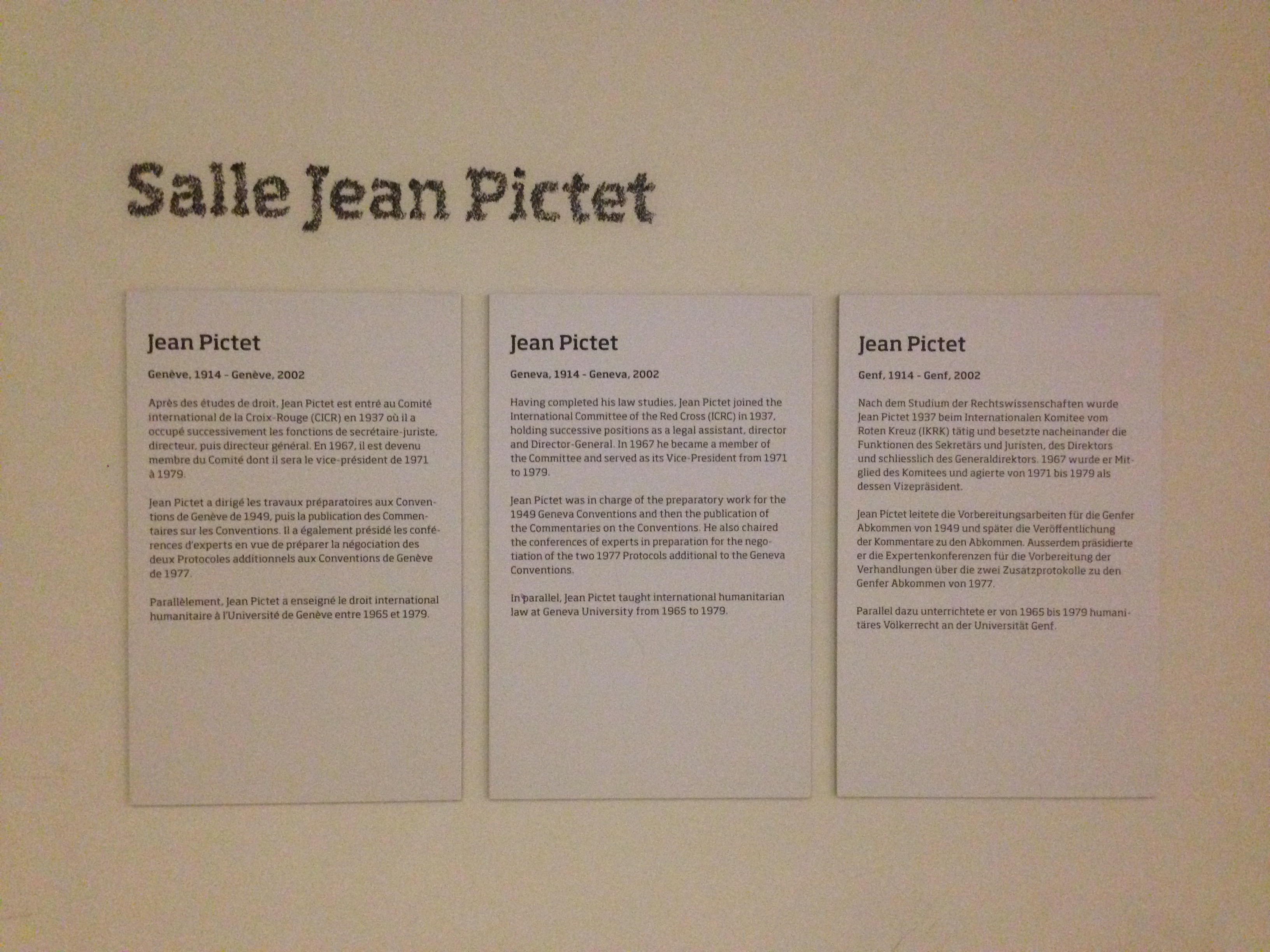
Der Jean-Pictet-Saal im Internationalen Rotkreuz- und Rothalbmondmuseum

Jean Pictet wurde im September 1914 in Genf geboren und absolvierte nach dem Besuch der Mittelschule und dem Erwerb der Hochschulreife in Paris ein Studium der Rechtswissenschaften an der Universität Genf. Er promovierte 1935 und wirkte anschließend als Anwalt in Wien und Genf. Ab 1937 arbeitete er als juristischer Mitarbeiter beim Internationalen Komitee vom Roten Kreuz. Während des Zweiten Weltkrieges war er einer der wichtigsten Mitarbeiter des Komitees und unmittelbar für den damaligen IKRK-Präsidenten Max Huber tätig. Nach dem Ende des Krieges wurde er 1946 Direktor im IKRK-Direktorat. Er war in der Folgezeit maßgeblich an der Erarbeitung der 1949 verabschiedeten Neufassungen der Genfer Konventionen beteiligt. Im Jahr 1966 wurde er Generaldirektor des IKRK-Direktorats und bekleidete damit das höchste Amt in der Verwaltung des Komitees. Ein Jahr später wurde er zum Mitglied des IKRK kooptiert. Er gehörte dem Komitee bis 1979 an, davon ab 1971 als Vizepräsident und nach seinem Ausscheiden als Ehrenvizepräsident.
Jean Pictet war Hauptautor des vierbändigen Kommentars zu den Genfer Konventionen von 1949 und den 1977 abgeschlossenen zwei Zusatzprotokollen. Er verfasste darüber hinaus den 1948 veröffentlichten „Bericht des Internationalen Komitees vom Roten Kreuz über sein Wirken während des Zweiten Weltkriegs (1. September 1939 − 30. Juni 1947)“ und legte mit späteren Veröffentlichungen die Grundlage für die 1965 beschlossenen sieben Grundsätze der Internationalen Rotkreuz- und Rothalbmondbewegung. Zu seinen weiteren Arbeiten zählen verschiedene Werke zum humanitären Völkerrecht sowie über die Ureinwohner Amerikas.
Im Jahr 1950 unterrichtete er an der Haager Akademie für Völkerrecht in Den Haag. In den Jahren 1971, 1972 und 1982 hielt er Lehrveranstaltungen am Internationalen Institut für Menschenrechte. Von 1974 bis 1979 war er Inhaber des Lehrstuhls für humanitäres Völkerrecht an der juristischen Fakultät der Universität Genf, an der er zuvor bereits ab 1965 als Lehrbeauftragter tätig gewesen war. Von 1975 bis 1979 wirkte er als Direktor und anschließend bis 1981 als Präsident des Henry-Dunant-Instituts. Er starb 2002 in Meyrin.

## Auszeichnungen
Jean Pictet erhielt die Ehrendoktorwürde der Universitäten Leiden, Zürich und Leuven sowie mehrere Auszeichnungen der Internationalen Rotkreuz- und Rothalbmond-Bewegung, darunter 2005 postum die Henry-Dunant-Medaille als höchste Auszeichnung der Bewegung. Der internationale Moot-Court-Wettbewerb „Jean-Pictet Competition“, dessen Fokus auf dem humanitären Völkerrecht liegt, wurde nach ihm benannt.

## Werke (Auswahl)
- Die Grundsätze des Roten Kreuzes. Genf 1956
- The Geneva Conventions of 12 August 1949: Commentary. Vier Bände. Genf 1958
- Die Grundsätze des humanitären Völkerrechts. Genf 1967
- Development and Principles of International Humanitarian Law. Leiden 1985
- L'épopée des peaux-rouges. Lausanne 1988
- La grande storia degli indiani d'America. Mailand 2000